# Bataille de Belleau
Guerre de l'Anneau
La bataille de Belleau (bataille de Lèzeau dans l'ancienne traduction) est un conflit fictif du légendaire de l'écrivain britannique J. R. R. Tolkien, qui est racontée dans son roman Le Seigneur des anneaux.

## Histoire
La bataille eut lieu le 3 novembre 3019 du Troisième Âge (1419 de la datation de la Comté), et elle vit s'affronter les Hobbits du Comté et les hommes de Charquin (un mot venant de la langue orque et signifiant « vieil homme »), c'est-à-dire le magicien Saruman. Cette bataille est considérée comme la dernière de la guerre de l'Anneau, et la seconde à se dérouler à l'intérieur des frontières du Comté (après l'historique bataille des Champs Verts) depuis sa création plus de 1 400 ans auparavant.
Les Hobbits furent menés par Frodo Bessac, Samsaget Gamgie mais surtout Merry et Pippin qui mirent à profit l'expérience acquise au service du Rohan et du Gondor. Ils bloquèrent les routes et prirent leurs ennemis en embuscade. Bien que Frodo les eût incités à se rendre, ils préférèrent lutter et furent vaincus par les Hobbits.
Après la bataille, Frodo se confronta à Saruman, qu'il bannit à jamais du Comté. Gríma assassina alors son maître et fut transpercé par trois flèches hobbites. Ce fut la dernière mort de la Guerre de l'Anneau, et elle eut lieu à la porte de Cul-de-Sac, là où l'aventure avait commencé.